# Rugby 7 na Igrzyskach Boliwaryjskich 2013
Turniej rugby 7 na Igrzyskach Boliwaryjskich 2013 odbył się na Campo Nacional San José w peruwiańskim mieście Chiclayo w dniach 17–19 listopada 2013 roku.
Rugby siedmioosobowe w programie tych zawodów pojawiło się po raz pierwszy. W turnieju wzięło udział sześć zespołów męskich i cztery żeńskie, które rywalizowały w pierwszej fazie systemem kołowym o rozstawienie przed fazą pucharową. W finałowych pojedynkach lepsi okazali się Chilijczycy i Kolumbijki.

## Mężczyźni

### Faza grupowa
| 17 listopada 201310:00 | Peru | 26:0 | Gwatemala | Campo Nacional San José, Chiclayo |
| 17 listopada 201310:00 |      | 26:0 |           | Campo Nacional San José, Chiclayo |

| 17 listopada 201311:00 | Chile | 27:0 | Wenezuela | Campo Nacional San José, Chiclayo |
| 17 listopada 201311:00 |       | 27:0 |           | Campo Nacional San José, Chiclayo |

| 17 listopada 201312:00 | Kolumbia | 19:0 | Paragwaj | Campo Nacional San José, Chiclayo |
| 17 listopada 201312:00 |          | 19:0 |          | Campo Nacional San José, Chiclayo |

| 17 listopada 201312:30 | Peru | 26:5 | Wenezuela | Campo Nacional San José, Chiclayo |
| 17 listopada 201312:30 |      | 26:5 |           | Campo Nacional San José, Chiclayo |

| 17 listopada 201313:30 | Chile | 12:33 | Kolumbia | Campo Nacional San José, Chiclayo |
| 17 listopada 201313:30 |       | 12:33 |          | Campo Nacional San José, Chiclayo |

| 17 listopada 201314:30 | Gwatemala | 0:41 | Paragwaj | Campo Nacional San José, Chiclayo |
| 17 listopada 201314:30 |           | 0:41 |          | Campo Nacional San José, Chiclayo |

| 18 listopada 201310:00 | Peru | 0:12 | Kolumbia | Campo Nacional San José, Chiclayo |
| 18 listopada 201310:00 |      | 0:12 |          | Campo Nacional San José, Chiclayo |

| 18 listopada 201311:00 | Gwatemala | 0:44 | Wenezuela | Campo Nacional San José, Chiclayo |
| 18 listopada 201311:00 |           | 0:44 |           | Campo Nacional San José, Chiclayo |

| 18 listopada 201312:00 | Paragwaj | 10:20 | Chile | Campo Nacional San José, Chiclayo |
| 18 listopada 201312:00 |          | 10:20 |       | Campo Nacional San José, Chiclayo |

| 18 listopada 201312:30 | Kolumbia | 31:0 | Wenezuela | Campo Nacional San José, Chiclayo |
| 18 listopada 201312:30 |          | 31:0 |           | Campo Nacional San José, Chiclayo |

| 18 listopada 201313:30 | Peru | 10:7 | Paragwaj | Campo Nacional San José, Chiclayo |
| 18 listopada 201313:30 |      | 10:7 |          | Campo Nacional San José, Chiclayo |

| 18 listopada 201314:00 | Gwatemala | 0:51 | Chile | Campo Nacional San José, Chiclayo |
| 18 listopada 201314:00 |           | 0:51 |       | Campo Nacional San José, Chiclayo |

| 19 listopada 201310:00 | Peru | 0:20 | Chile | Campo Nacional San José, Chiclayo |
| 19 listopada 201310:00 |      | 0:20 |       | Campo Nacional San José, Chiclayo |

| 19 listopada 201310:30 | Gwatemala | 0:48 | Kolumbia | Campo Nacional San José, Chiclayo |
| 19 listopada 201310:30 |           | 0:48 |          | Campo Nacional San José, Chiclayo |

| 19 listopada 201311:00 | Paragwaj | 24:0 | Wenezuela | Campo Nacional San José, Chiclayo |
| 19 listopada 201311:00 |          | 24:0 |           | Campo Nacional San José, Chiclayo |

### Faza pucharowa
Mecz o 5. miejsce
| 19 listopada 201312:30 | Gwatemala | 0:25 | Wenezuela | Campo Nacional San José, Chiclayo |
| 19 listopada 201312:30 |           | 0:25 |           | Campo Nacional San José, Chiclayo |

Mecz o 3. miejsce
| 19 listopada 201313:00 | Paragwaj | 19:7 | Peru | Campo Nacional San José, Chiclayo |
| 19 listopada 201313:00 |          | 19:7 |      | Campo Nacional San José, Chiclayo |

Mecz o 1. miejsce
| 19 listopada 201313:30 | Chile | 24:19 | Kolumbia | Campo Nacional San José, Chiclayo |
| 19 listopada 201313:30 |       | 24:19 |          | Campo Nacional San José, Chiclayo |

### Klasyfikacja końcowa
| Miejsce | Reprezentacja |
| ------- | ------------- |
| 1       | Chile         |
| 2       | Kolumbia      |
| 3       | Paragwaj      |
| 4       | Peru          |
| 5       | Wenezuela     |
| 6       | Gwatemala     |

## Kobiety

### Faza grupowa
| 17 listopada 201310:30 | Peru | 33:10 | Ekwador | Campo Nacional San José, Chiclayo |
| 17 listopada 201310:30 |      | 33:10 |         | Campo Nacional San José, Chiclayo |

| 17 listopada 201311:30 | Wenezuela | 17:12 | Kolumbia | Campo Nacional San José, Chiclayo |
| 17 listopada 201311:30 |           | 17:12 |          | Campo Nacional San José, Chiclayo |

| 17 listopada 201314:00 | Peru | 5:34 | Kolumbia | Campo Nacional San José, Chiclayo |
| 17 listopada 201314:00 |      | 5:34 |          | Campo Nacional San José, Chiclayo |

| 18 listopada 201310:30 | Peru | 0:17 | Wenezuela | Campo Nacional San José, Chiclayo |
| 18 listopada 201310:30 |      | 0:17 |           | Campo Nacional San José, Chiclayo |

| 18 listopada 201311:30 | Ekwador | 0:52 | Kolumbia | Campo Nacional San José, Chiclayo |
| 18 listopada 201311:30 |         | 0:52 |          | Campo Nacional San José, Chiclayo |

| 18 listopada 201314:00 | Ekwador | 5:39 | Wenezuela | Campo Nacional San José, Chiclayo |
| 18 listopada 201314:00 |         | 5:39 |           | Campo Nacional San José, Chiclayo |

### Faza pucharowa
Mecz o 3. miejsce
| 19 listopada 201311:30 | Peru | 40:7 | Ekwador | Campo Nacional San José, Chiclayo |
| 19 listopada 201311:30 |      | 40:7 |         | Campo Nacional San José, Chiclayo |

Mecz o 1. miejsce
| 19 listopada 201312:20 | Kolumbia | 12:7 | Wenezuela | Campo Nacional San José, Chiclayo |
| 19 listopada 201312:20 |          | 12:7 |           | Campo Nacional San José, Chiclayo |

### Klasyfikacja końcowa
| Miejsce | Reprezentacja |
| ------- | ------------- |
| 1       | Kolumbia      |
| 2       | Wenezuela     |
| 3       | Peru          |
| 4       | Ekwador       |